# Slim Pezin
André Pezin, dit Slim Pezin, né le 25 octobre 1945 à Pantin et mort le 18 janvier 2024 à Paris 10e, est un guitariste, arrangeur, producteur et chef d'orchestre français ayant travaillé pour de grands noms de la chanson française : de Claude François — dont il a dirigé l'orchestre — à Michel Sardou, Sylvie Vartan, Johnny Hallyday, Charles Aznavour et Mylène Farmer.

## Biographie
André Pezin commence la guitare à l'âge de 17 ans, et fonde un groupe avec des amis avant d'accompagner, fin 1963, le chanteur Noël Deschamps.
Habitué à jouer avec les musiciens cubains de l'orchestre de Pérez Prado « le roi du Mambo », présents à Paris, Slim Pezin se met à travailler à partir de 1965 avec des musiciens africains comme Manu Dibango. De 1967 à 1971, il est le guitariste attitré de Nino Ferrer. Il est le chef d'orchestre de Claude François à partir de 1971. Ensuite, il fonde avec deux amis et collègues le groupe Voyage, actif entre 1977 et 1982, dont les deux premiers albums seront disques d'Or.
En 1984, Slim Pezin participe à l'enregistrement du premier single de Mylène Farmer et apparaît depuis sur la plupart de ses albums et sur sa première tournée, en 1989. Il accompagne de très nombreux artistes français, mais aussi internationaux dont Ray Charles et Tina Turner.
Également compositeur de musiques de films (Nos jours heureux d'Éric Toledano et Olivier Nakache, Viva Cuba), il participe à de nombreux enregistrements de studio. Il est aussi producteur de groupes comme La Souris déglinguée ou Chagrin d'amour.
C'est Slim Pezin qui, en tant qu'administrateur de la Spedidam (Société de perception et de diffusion des droits des artistes-interprètes), a suggéré aux Claudettes de réclamer leur droit à l'image, qu'elles ont obtenu après maintes difficultés.
Slim Pezin est également un grand collectionneur de guitares, de voitures et de poupées africaines. Il a dix enfants.
Il meurt le 18 janvier 2024 à l'âge de 78 ans. Il est inhumé au cimetière du Montparnasse (division 13).

## Albums
- 1975 : Africa Oumba
- 2003 : Africadelic
- 2004 : Agents secrets
- 2004 : Vidocq